# Плещеево (Орловская область)
Плещеево — село в Орловской области России. 
В рамках административно-территориального устройства входит в Неполодский сельсовет Орловского района, в рамках организации местного самоуправления — в Орловский муниципальный округ.

## География
Расположено у северных окраин города Орла. На юге примыкает к деревне Жилина, расположенной на самой границе с г. Орёл.

## Население
| 2002 | 2010  |
| ---- | ----- |
| 1306 | ↗1331 |

Согласно результатам переписи 2002 года, в национальной структуре населения русские составляли 98 % от жителей.

## История
С 2004 до 2021 гг. в рамках организации местного самоуправления село входило в Неполодское сельское поселение, упразднённое вместе с преобразованием муниципального района со всеми другими поселениями путём их объединения в Орловский муниципальный округ.